# Turnaca mediofascia
Turnaca mediofascia är en fjärilsart som beskrevs av Rothschild 1917. Turnaca mediofascia ingår i släktet Turnaca och familjen tandspinnare. Inga underarter finns listade i Catalogue of Life.